# Meromelia
Ausência de parte de um membro. Causada pelo distúrbio na diferenciação ou crescimento do membro na 5ª semana. 

## Referência
- SADLER, T. W. LANGMAN Embriologia médica. 9. ed. Rio de Janeiro: Guanabara Koogan, 2005.